# Penisola Olimpica

Immagine satellitare della penisola Olimpica

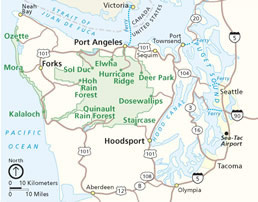
La penisola Olimpica e il parco nazionale Olimpico

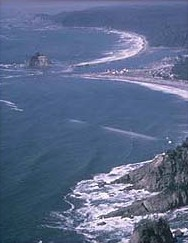
Santuario marino nazionale della costa Olimpica

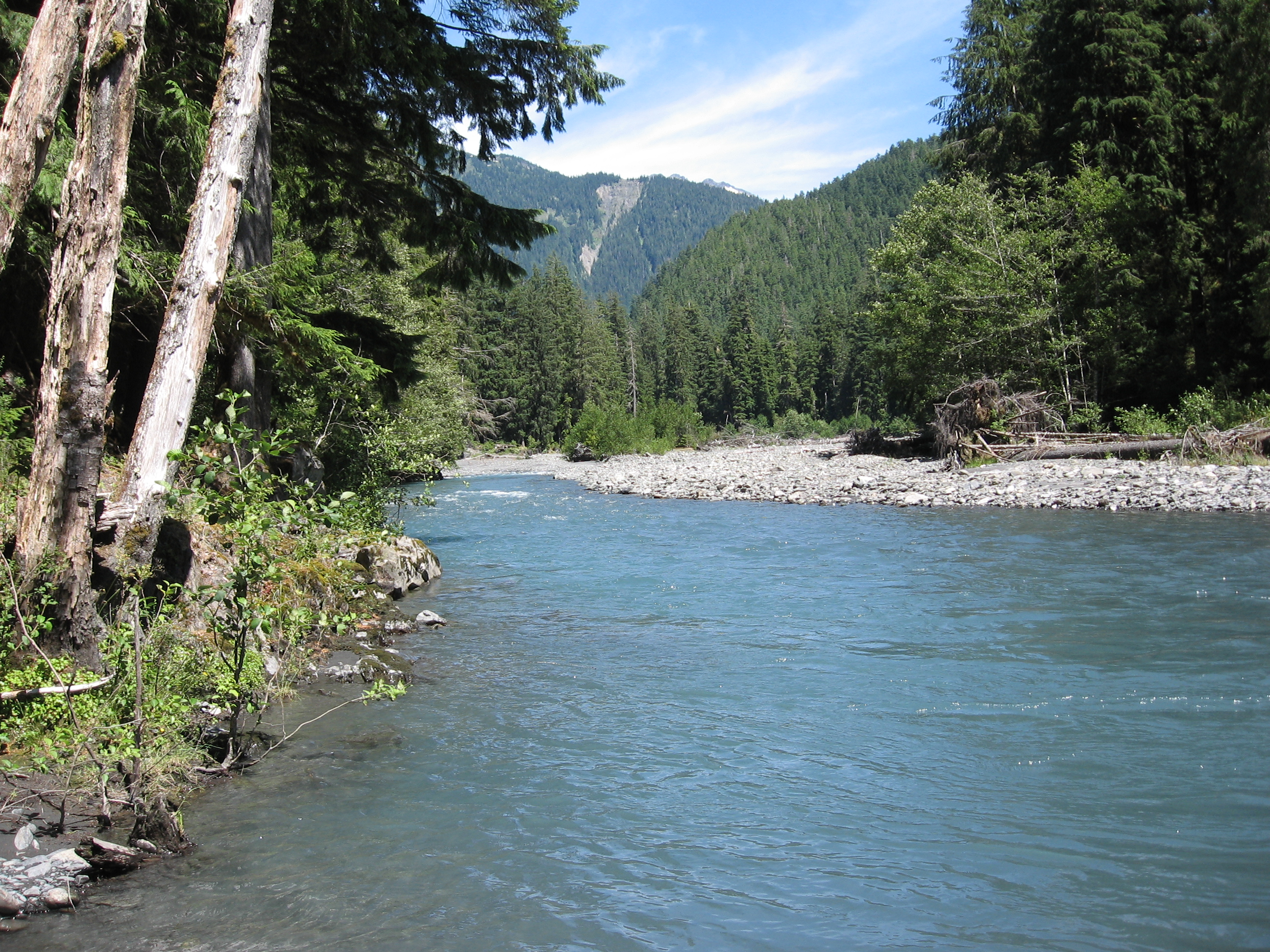
Fiume Queets

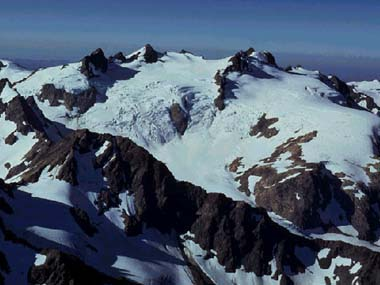
Monte Olympus

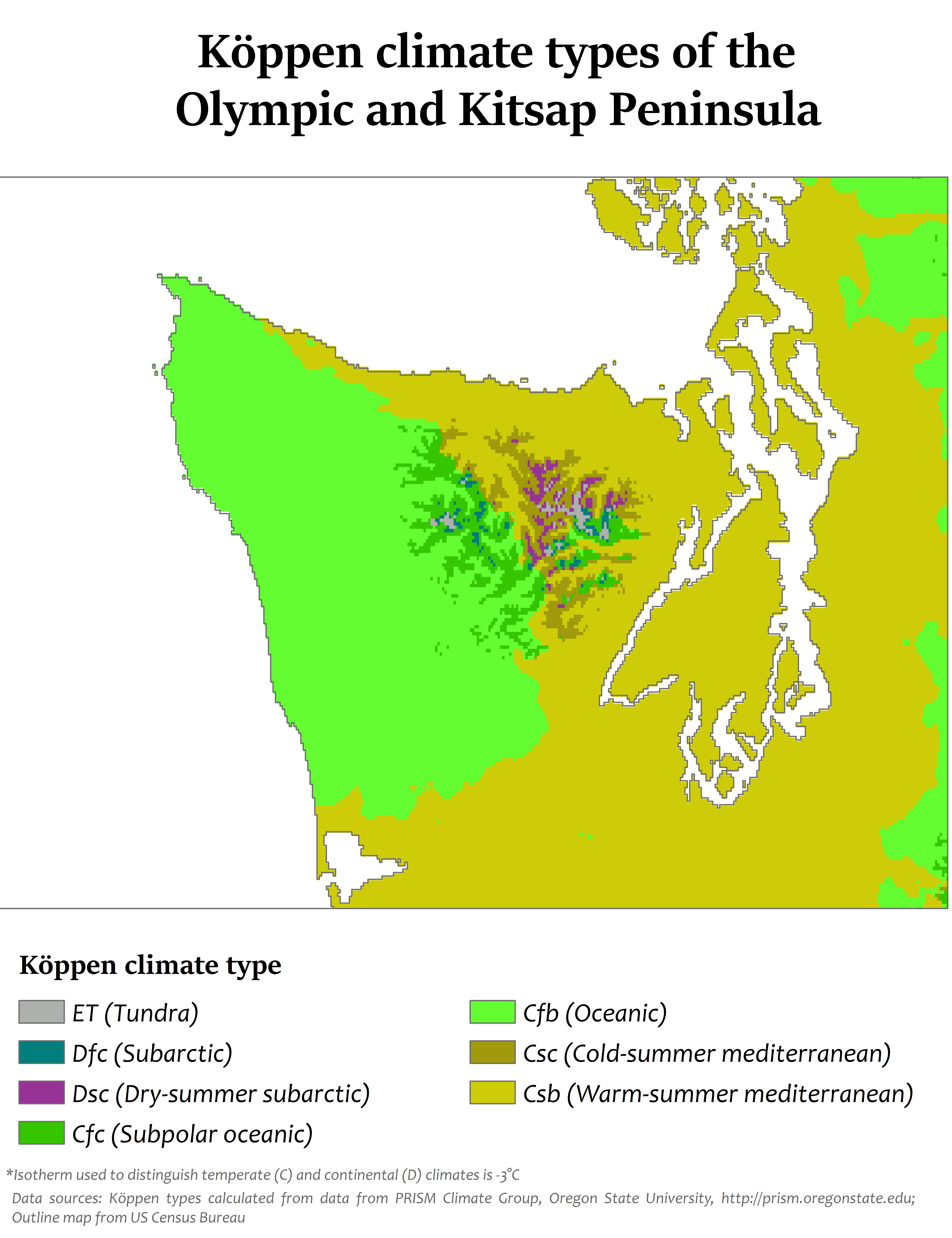
Tipi climatici di Köppen della penisola Olimpica

La penisola Olimpica (in inglese: Olympic Peninsula) è un grande braccio di terra dello Stato di Washington occidentale negli Stati Uniti.

## Geografia
Si trova lungo lo stretto di Puget, a capo Alava, il punto più occidentale contiguo agli Stati Uniti e capo Flattery il punto più a nord-ovest sono sulla penisola. La penisola Olimpica rimase senza mappa fino alla sua esplorazione e mappatura USGS nel 1965.

## Città e paesi
- Amanda Park
- Belfair
- Bremerton
- Brinnon
- Chimacum
- Clallam Bay
- Discovery Bay
- Eldon
- Forks
- Hoodsport
- Hoquiam
- Humptulips
- Kalaloch
- La Push
- Lilliwaup
- Moclips
- Neah Bay
- Ocean City
- Ocean Shores
- Ozette
- Pacific Beach
- Port Angeles
- Port Hadlock
- Port Ludlow
- Port Orchard
- Port Townsend
- Potlatch
- Quilcene
- Quinault
- Sequim
- Sekiu
- Silverdale
- Shelton
- Union